# 베르놀라크 육군
베르놀라크 육군(슬로바키아어: Slovenská Poľná Armádna skupina "Bernolák")은 제2차 세계 대전 당시 추축국 슬로바키아 공화국의 육군 이름이었다.이 이름은 안톤 베르놀라크(Anton Bernolák)라는 로마 가톨릭교회 신부의 이름에서 따왔다.
이 군은 1939년 9월 슬로바키아의 폴란드 침공에 참여했다. 10월에는 슬로바키아로 복귀하고 완비된 차량화 사단으로 갖추었다.
후에 이 구성 사단인 차량화 사단 칼린셰크는 1941년 바르바로사 작전 당시 남부 집단군의 일부로 참여한다.
1943년 8월 차량화 사단은 제1 사단으로 명칭이 바뀌었다. 그러나, 제1 사단은 아주 작은 예비 사단으로 편성되어 1944년 7월 해체될 때까지 후방에 있었다.

## 군사 서열
1939년부터 1944년까지 사단 서열은 다음과 같다.
야전군 사령관은 장군 페르디난트 차틀로시.
- 슬로바키아 제1보병사단 "야노셰크"
  1. 장군 안토닌 풀라리치
- 슬로바키아 제2보병사단 "슈크르테시" 
  1. 대령 이반 아므로
  2. 장군 알렉산더 춘데르니크
- 슬로바키아 제3보병사단 "라주스"
  1. 장군 어거스틴 마라르
- 차량화사단 "칼린셰크"
  1. 대령 이반 아므로